# محمد الربادي
الاديب محمد علي حسن الربادي (1935 - 1993)، خطيب وأديب ومناضل سياسي، يمني. ولد عام 1935، في مدينة إب القديمة، وتوفى في صنعاءعام 1993، ودفن في مدينة إبّ.

## حياته
تلقى في إبّ بعض مبادئ القراءة والكتابة في بعض كتاتيبها، ثم التحق بحلقات العلم في الجامع الكبير في مدينة إبّ، فدرس عددًا من العلوم الشرعية واللغوية، ولازم القراءة والاطلاع، فنمت ثقافته، وتوسعت معارفه.
بدأ العمل تاجرًا في دكان صغير لبيع القمح، واحترف مهنة اللحام وهو يدرس، التحق بوزارة التربية والتعليم (المعارف) معلما بعد خروجه من سجن القلعة عام 1958م لنضاله ضد الحكم الملكي ثم سجن مرة ثانية في صنعاء. ثم عمل بالتدريس فترة، ثم عمل إداريًّا في دار المعارف، وبعد قيام الثورة الجمهورية التي أطاحت بالنظام الملكي عام 1382هـ/ 1962م تنقّل في أعمال عديدة فقد تعين مديرا لمكتب الإرشاد بمحافظة إب، ثم نائبا لوزير التربية والتعليم 1965م، ثم عمل في المجال الإعلامي، وتعيّن مديرًا لمكتب الإعلام في مدينة تعز، ثم تعيّن وكيلاً لوزارة الإعلام عام 1386هـ/ 1966م، كما رأس وفد (ج.ع.ي) سابقا إلى مؤتمر وزراء الإعلام العرب، ثم رئيسًا لمصلحة الإذاعة، ثم وكيلاً لوزارة الإعلام للمرة الثانية، ثم رئيسًا للجنة النشر والتأليف في وزارة الثقافة، وعين عضوا للجنة شؤون التربية والثقافة والإعلام في بيان طرابلس 1972م. وعمل وكيلاً لوزارة البلديات لشئون المجالس البلدية قبل الوحدة اليمنية.
وبعد قيام الوحدة اليمنية عام 1410هـ/ 1990م انتخب عضوا في المجلس التنفيذي لاتحاد الأدباء والكتاب اليمنيين ثم رئيسا للاتحاد عام 1990م وحتى 1992م. ثم رشح نفسه بصفة مستقلة في الانتخابات النيابية عام 1413هـ/ 1993م عن إحدى دوائر مدينة إبّ، ففاز، واختير رئيسًا لكتلة المستقلّين في مجلس النواب اليمني 1993 حتى وفاته. 
عُرف باتجاهه القومي، واشترك في بعض المظاهرات المناصرة لبعض التكتلات القومية، فسجن بسبب ذلك، ووقف إلى جانب الثورة الجمهورية، وشارك في مؤتمرات عديدة لمناصرتها مثل: مؤتمر عمران، ومؤتمر الجند، ومؤتمر حرض.
كما كان خطيبا للجامع الكبير بمدينة إب حيث أنه جعل من خطبه محاضرات تنويرية، يعرض فيها العديد من حقائق الإسلام برؤى عصرية، كما شارك في كثير من الفعاليات الشعبية بخطابات سياسية جريئة. وتناقل الناس بعض شعاراته الثورية مثل قوله: (لاحرمة لثراء غير مشروع)،وقوله: (الناس يئنون) و(أريد دولة يمنية تصون عرضي وتحفظ كرامتي ولأقطع نصفين)،وذلك أمام الرئيس اليمني السابق علي عبد الله صالح، وقوله(الإسلام دين الحرية والممساواة والعدالة الاجتماعية). كما شارك بعدد من المؤتمرات والاجتماعات الأدبية والفكرية، وله عدة ندوات ومحاضرات في المدارس والكليات والمعسكرات والنوادي والتجمعات.
كان محبًّا للقراءة والاطلاع، ينزع منزعًاصوفيا، مجالسه مجالس علم وأدب، وقد توفي إثر ذبحة صدرية ألمّت به وذلك في 5 /7 1993 م وشيعته مدينة إب في جنازة مهيبة. وصدر عنه كتاب بعد وفاته بعنوان: (الربادي الشجرة الطيبة) أصدرته كتلة المعارضة في مجلس النواب، والأمانة العامة لاتحاد الأدباء والكتاب اليمنيين.
ونعاه وررثاه العديد من السياسيين والأدباء اليمنيين في مقالات وقصائد منشورة مثل الشاعر عبد العزيز المقالح ،والشاعر إسماعيل الوريث، وغيرهم.